# 難治性疾患克服研究事業
難治性疾患克服事業（なんじせいしっかんこくふくけんきゅうじぎょう）は、「症例数が少なく、原因不明で、治療方法が確立しておらず、生活面への長期にわたる支障がある疾患」に対して行われる厚生労働省による研究事業。

## 沿革
- 1972年（昭和47年） - 特定疾患調査研究事業として開始。
- 1998年（平成10年） - 公募制による重点研究開始[1]。
- 1999年（平成11年） - 厚生科学研究の中に位置づけ、他の分野との一体化した研究と公募による課題選択の競争的研究開始。特定疾患対策研究事業と改称[1]。
- 2003年（平成15年） - 組織改編。難治性疾患克服研究事業と改称[1]。
- 2009年（平成21年） - 研究奨励分野を設置（臨床調査研究分野130疾患以外）。今まで組織体系的な研究が行われていなかった疾患に対しての患者と病態の実態把握開始[1]。

## 臨床調査研究分野130疾患
研究班を設け、原因究明と治療法確立に向けた臨床的立場から研究を行う事業。患者の年齢性別地域の実態把握により治療法開発、対症療法の進歩が図られている。
- 現在130疾患が指定されている。
  - 指定された130疾患にはさまざまな医学医療・福祉介護面で難病対策が実施されている。
- 臨床調査研究分野は概ね疾患系統別に研究班が設けられ、それぞれ毎年各班に重点疾患が設けられている。
- 難治性疾患克服研究班の一覧(2009年現在)

- - 血液系疾患
  - 免疫疾患調査研究班
  - 内分泌系疾患調査研究班
  - 代謝系疾患調査研究班
  - 神経・筋疾患調査研究班
  - 視覚系疾患調査研究班
  - 聴覚、平衡機能系疾患調査研究班
  - 循環器系疾患調査研究班
  - 呼吸器系疾患調査研究班
  - 消化器系疾患調査研究班
  - 皮膚・結合組織疾患調査研究班
  - 骨・関節系疾患調査研究班
  - 腎・泌尿器系疾患調査研究班
  - スモン調査研究班

## 横断的研究分野
- 基盤研究
- 社会医学研究
- 生体試料等の収集に関する研究

## 研究奨励分野・臨床調査研究分野130疾患以外の48疾患（2009年現在）
- 2009年に創設

## 難治性疾患克服研究事業：対象は臨床調査研究分野の130疾患
厚生労働省による原因究明・治療法などの研究が行われるが、患者自己負担分が国の公費で負担されるのは、特定疾患治療研究事業の対象疾患のみである。
1. 脊髄小脳変性症
2. シャイ・ドレーガー症候群
3. モヤモヤ病（ウイルス動脈輪閉鎖症）
4. 正常圧水頭症（NPH）
5. 多発性硬化症
6. 重症筋無力症
7. ギラン・バレー症候群
8. フィッシャー症候群
9. 慢性炎症性脱髄性多発神経炎
10. 多発限局性運動ニューロパチー（ルイス・サムナー症候群）
11. 単クローン抗体を伴う末梢神経炎（クロウ・フカセ症候群）
12. 筋萎縮性側索硬化症
13. 脊髄性進行性筋萎縮症
14. 球脊髄性筋萎縮症（Kennedy-Alter-Sung病）
15. 脊髄空洞症
16. パーキンソン病
17. ハンチントン病
18. 進行性核上性麻痺
19. 線条体黒質変性症
20. ペルオキシソーム病
21. ライソゾーム病
22. クロイツフェルト・ヤコブ病（CJD）
23. ゲルストマン・ストロイスラー・シャインカー病（GSS）
24. 致死性家族性不眠症
25. 亜急性硬化性全脳炎（SSPE）
26. 進行性多巣性白質脳症（PWL)
27. 後靭帯骨化症
28. 黄色靭帯骨化症
29. 広範脊柱管狭窄症
30. 前縦靭帯骨化症
31. 特発性大腿骨骨頭壊死症
32. 特発性ステロイド性骨壊死症
33. 網膜色素変性症
34. 加齢黄斑変性
35. 難治性視神経症
36. 突発性難聴
37. 特発性両側性感音難聴
38. メニエール病
39. 遅発性内リンパ水腫
40. PRL分泌異常症
41. ゴナドトロピン分泌異常症
42. ADH分泌異常症
43. 中枢性摂食異常症
44. 原発性アルドステロン症
45. 偽性低アルドステロン症
46. グルココルチコイド抵抗症
47. 副腎酵素欠損症
48. 副腎低形成（アジソン病）
49. 偽性副甲状腺機能低下症
50. ビタミンD受容機構異常症
51. TSH受容体異常症
52. 甲状腺ホルモン不応症
53. 再生不良性貧血
54. 溶血性貧血
55. 不応性貧血（骨髄異形成症候群）
56. 骨髄線維症
57. 特発性血栓症
58. 血栓性血小板減少性紫斑病（TTP)
59. 特発性血小板減少性紫斑病
60. IgA腎症
61. 急速進行性糸球体腎炎
62. 難治性ネフローゼ症候群
63. 多発性嚢胞腎
64. 肥大型心筋症
65. 拡張型心筋症
66. 拘束型心筋症
67. ミトコンドリア病
68. Fabry病
69. 家族性突然死症候群
70. 原発性高脂血症
71. 特発性間質性肺炎
72. サルコイドーシス
73. びまん性汎細気管支炎
74. 潰瘍性大腸炎
75. クローン病
76. 自己免疫性肝炎
77. 原発性胆汁性胆管炎
78. 劇症肝炎
79. 特発性門脈圧亢進症
80. 肝外門脈閉塞症
81. Budd-Chiari症候群
82. 肝内結石症
83. 肝内胆管障害
84. 膵嚢胞線維症
85. 重症急性膵炎
86. 慢性膵炎
87. アミロイドーシス
88. ベーチェット病
89. 全身性エリテマトーデス
90. 多発性筋炎・皮膚筋炎
91. シャーグレン症候群
92. 成人スティル病
93. 高安動脈炎
94. バージャー病
95. 結節性多発動脈炎
96. 多発血管炎性肉芽腫症
97. 好酸球性多発血管炎性肉芽腫症
98. 悪性関節リウマチ
99. 巨細胞性動脈炎
100. 抗リン脂質抗体症候群
101. 強皮症
102. 好酸球性筋膜炎
103. 硬化性萎縮性苔癬
104. 原発性免疫不全症候群
105. 若年性肺気腫
106. ランゲルハンス細胞組織球症（ヒスチオサイトーシスX）
107. 肥満低換気症候群
108. 肺胞低換気症候群
109. 原発性肺高血圧症
110. 慢性肺血栓塞栓症
111. 混合性結合組織病
112. 神経線維腫症I型（レックリングハウゼン病）
113. 神経線維腫症II型
114. 結節性硬化症（プリングル病）
115. 表皮水疱症
116. 膿疱性乾癬
117. 天疱瘡
118. 大脳皮質基底核変性症
119. 重症多形滲出性紅斑（急性期）
120. 肺リンパ脈管筋腫症（LAM）
121. 進行性骨化性繊維異形成（FOP）
122. 色素性乾皮症（XP)
123. スモン
124. 下垂体機能低下症
125. クッシング病
126. 先端巨大症
127. 原発性側索硬化症
128. 有棘赤血球を伴う舞踏病
129. HTLV-1関連脊髄症
130. 先天性魚鱗様紅皮症

以上・2009年4月1日現在